# Sándor Kárpáti
Sándor Kárpáti (auch Alexander Kárpáti, geboren am 2. Jänner 1872 in Kőszeg (Güns) Árpád-tér 28, als Alexander Flamisch, gestorben am 26. Februar 1939 in Sopron) war Komponist, Musikkritiker, Musiklehrer, Schuldirektor, Organist und evangelischer Kirchenmusiker.

## Leben
Sándor Kárpáti wurde im Königreich Ungarn in eine deutschsprachige Familie hineingeboren. Zu dieser Zeit war die Mehrheit der Bürger der Stadt Kőszeg (dt. Güns) deutscher Muttersprache. Später änderte er aus unbekannten Gründen den Namen von Alexander Flamisch auf Sándor Kárpáti. Er wurde zunächst Volksschullehrer, aber betrachtete sich selbst immer als Komponist, der unterrichtet, um seine Familie zu ernähren. Seine Hauptfächer waren Ungarisch, Deutsch und Musik.
Nach seinem Studium in Sopron und Budapest und ein paar Monaten während seiner Anfangszeit als Lehrer lebte er in seiner Geburtsstadt. Dort war er unter anderem Schriftführer des Tourismusvereins, aktives Mitglied beim Radverein und Bibliothekar des Bürgerkasinos. Sein Name taucht bei einer Vielzahl dort veranstalteter Konzerte auf, sei es als Komponist, Pianist, Geiger oder Bratscher.
1905 zog er nach Sopron, wo er eine Stelle an einer evangelischen Schule bekam. Dort lernte er auch seine spätere Frau Ilona Tiefbrunner kennen, die er 1908 heiratete. Sie hatten zusammen drei Söhne. In seiner Wahlheimat Sopron war er als Organist an der evangelisch-lutherischen Kirche tätig, wo er auch das Orgelspiel und Komposition unterrichtete. In dieser Stadt war er auch als Musikkritiker sowohl in ungarischsprachigen, als auch in deutschsprachigen Zeitungen tätig.
Nach seiner Pensionierung begann er ab 1924 noch an der Franz-Liszt-Musikakademie in Budapest Komposition zu studieren.
Kárpáti hatte schon um die Jahrhundertwende in der ungarischen Musikzeitung Zenélő Magyarország Kompositionen für Klavier veröffentlicht. Er verfasste für Liedertafeln des Landes Auftragskompositionen, mehrere Opern, eine Operette (Libretto István Kincs), Sinfonische Dichtungen, geistliche und weltliche Chormusik, Klavierlieder, Kammermusik (u. a. zwei Streichquartette, Violinsonaten, Klaviermusik). Der größte Teil seiner Kompositionen blieb ungedruckt.
Er starb an einer Lungenentzündung.

## Auszeichnung
- Königspreis (Király díj) für seinen Chor „Őszi idő“.